# Puchar IBU w biathlonie 2024/2025
Puchar IBU w biathlonie 2024/2025 – siedemnasta edycja tego cyklu zawodów. Sezon rozpoczął się 28 listopada 2024 r. w szwedzkim Idre, a zakończył 15 marca 2025 r. w estońskim Otepää. Tegoroczne mistrzostwa Europy, wliczane do klasyfikacji generalnej, odbyły się w dniach 29 stycznia–2 lutego 2025 r. we włoskim Martell.
Tytułów z poprzedniego sezonu bronili: wśród kobiet Francuzka Océane Michelon, natomiast wśród mężczyzn Norweg Mats Øverby. W tegorocznym cyklu zwyciężyli Francuzka Camille Bened oraz Norweg Isak Frey.

## Harmonogram

### Mężczyźni
| Lp.                                                                  | Data                 | Miejscowość          | Konkurencja                | Złoto                      | Srebro                     | Brąz                   |
| -------------------------------------------------------------------- | -------------------- | -------------------- | -------------------------- | -------------------------- | -------------------------- | ---------------------- |
| 1                                                                    | 28 listopada 2024    | Idre                 | Sprint na 10 km            | Sverre Dahlen Aspenes      | Martin Uldal               | Antonin Guigonnat      |
| 2                                                                    | 30 listopada 2024    | Idre                 | Sprint na 10 km            | Isak Frey                  | Johan-Olav Botn            | Martin Uldal           |
| 3                                                                    | 1 grudnia 2024       | Idre                 | Bieg pościgowy na 12,5 km  | Isak Frey                  | Johan-Olav Botn            | Martin Uldal           |
| 4                                                                    | 4 grudnia 2024       | Geilo                | Bieg indywidualny na 20 km | Isak Frey                  | Johan-Olav Botn            | Simon Kaiser           |
| 5                                                                    | 6 grudnia 2024       | Geilo                | Sprint na 10 km            | Martin Uldal               | Johan-Olav Botn            | Sverre Dahlen Aspenes  |
| 6                                                                    | 7 grudnia 2024       | Geilo                | Bieg pościgowy na 12,5 km  | Martin Uldal               | Johan-Olav Botn            | Sverre Dahlen Aspenes  |
| 7                                                                    | 19 grudnia 2024      | Obertilliach         | Sprint na 10 km            | Johannes Dale-Skjevdal     | Johan-Olav Botn            | Sivert Guttorm Bakken  |
| 8                                                                    | 21 grudnia 2024      | Obertilliach         | Bieg masowy na 15 km       | Johan-Olav Botn            | Isak Frey                  | Johannes Dale-Skjevdal |
| 9                                                                    | 9 stycznia 2025      | Arber                | Sprint na 10 km            | Johannes Dale-Skjevdal     | Sivert Guttorm Bakken      | Sverre Dahlen Aspenes  |
| 10                                                                   | 11 stycznia 2025     | Arber                | Sprint na 10 km            | Johannes Dale-Skjevdal     | Isak Frey                  | Roman Rees             |
| 11                                                                   | 12 stycznia 2025     | Arber                | Bieg pościgowy na 12,5 km  | Johannes Dale-Skjevdal     | Isak Frey                  | David Zobel            |
| 12                                                                   | 15 stycznia 2025     | Osrblie              | Bieg indywidualny na 15 km | Sivert Guttorm Bakken      | Sverre Dahlen Aspenes      | Isak Frey              |
| 13                                                                   | 17 stycznia 2025     | Osrblie              | Sprint na 10 km            | Isak Frey                  | Fabian Müllauer            | Sivert Guttorm Bakken  |
| 32. Mistrzostwa Europy w Biathlonie 2025 (29 stycznia–2 lutego 2025) |                      |                      |                            |                            |                            |                        |
| 14                                                                   | 29 stycznia 2025     | Martell              | Bieg indywidualny na 20 km | Isak Frey                  | Fredrik Mühlbacher         | Emil Nykvist           |
| 15                                                                   | 31 stycznia 2025     | Martell              | Sprint na 10 km            | Sivert Guttorm Bakken      | Vetle Sjåstad Christiansen | Fredrik Mühlbacher     |
| 16                                                                   | 1 lutego 2025        | Martell              | Bieg pościgowy na 12,5 km  | Patrick Braunhofer         | Isak Frey                  | Sverre Dahlen Aspenes  |
| 17                                                                   | 5 lutego 2025        | Ridnaun              | Sprint na 10 km            | David Zobel                | Sivert Guttorm Bakken      | Paul Schommer          |
| 18                                                                   | 7 lutego 2025        | Ridnaun              | Bieg pościgowy na 12,5 km  | Johannes Dale-Skjevdal     | Isak Frey                  | Paul Schommer          |
| 19                                                                   | 8 lutego 2025        | Ridnaun              | Bieg masowy na 15 km       | Johannes Dale-Skjevdal     | Simon Kaiser               | Isak Frey              |
| 20                                                                   | 6 marca 2025         | Otepää               | Sprint na 10 km            | Isak Frey                  | Vetle Sjåstad Christiansen | Johannes Dale-Skjevdal |
| 21                                                                   | 8 marca 2025         | Otepää               | Bieg pościgowy na 12,5 km  | Johan-Olav Botn            | Vetle Sjåstad Christiansen | Johannes Dale-Skjevdal |
| 22                                                                   | 9 marca 2025         | Otepää               | Bieg masowy na 15 km       | Vetle Sjåstad Christiansen | Johan-Olav Botn            | Isak Frey              |
| 23                                                                   | 12 marca 2025        | Otepää               | Bieg indywidualny na 15 km | Sivert Guttorm Bakken      | Roman Rees                 | Lucas Fratzscher       |
| 24                                                                   | 14 marca 2025        | Otepää               | Sprint na 10 km            | Johan-Olav Botn            | Sverre Dahlen Aspenes      | Roman Rees             |
| Klasyfikacja końcowa                                                 | Klasyfikacja końcowa | Klasyfikacja końcowa | Klasyfikacja końcowa       | Isak Frey                  | Sivert Guttorm Bakken      | Johan-Olav Botn        |

### Liderzy klasyfikacji generalnej
| Lp. | Zawodnik              | Data objęcia pozycji lidera | Miejscowość  | Data utraty pozycji lidera | Miejscowość     |
| --- | --------------------- | --------------------------- | ------------ | -------------------------- | --------------- |
| 1.  | Sverre Dahlen Aspenes | 28 listopada 2024           | Idre         | 30 listopada 2024          | Idre            |
| 2.  | Martin Uldal          | 30 listopada 2024           | Idre         | 1 grudnia 2024             | Idre            |
| 3.  | Isak Frey             | 1 grudnia 2024              | Idre         | 6 grudnia 2024             | Geilo           |
| 4.  | Martin Uldal          | 6 grudnia 2024              | Geilo        | 19 grudnia 2024            | Obertilliach    |
| 5.  | Johan-Olav Botn       | 19 grudnia 2024             | Obertilliach | 9 stycznia 2025            | Arber           |
| 6.  | Isak Frey             | 9 stycznia 2025             | Arber        | Zwycięzca cyklu            | Zwycięzca cyklu |

### Kobiety
| Lp.                                                                  | Data                 | Miejscowość          | Konkurencja                  | Złoto                    | Srebro                   | Brąz                     |
| -------------------------------------------------------------------- | -------------------- | -------------------- | ---------------------------- | ------------------------ | ------------------------ | ------------------------ |
| 1                                                                    | 28 listopada 2024    | Idre                 | Sprint na 7,5 km             | Paula Botet              | Chloé Chevalier          | Anna Weidel              |
| 2                                                                    | 30 listopada 2024    | Idre                 | Sprint na 7,5 km             | Ida Lien                 | Paula Botet              | Camille Bened            |
| 3                                                                    | 1 grudnia 2024       | Idre                 | Bieg pościgowy na 10 km      | Ida Lien                 | Anna Weidel              | Camille Bened            |
| 4                                                                    | 4 grudnia 2024       | Geilo                | Bieg indywidualny na 15 km   | Camille Bened            | Marit Øygard             | Fany Bertrand            |
| 5                                                                    | 6 grudnia 2024       | Geilo                | Sprint na 7,5 km             | Paula Botet              | Marlene Fichtner         | Johanna Skottheim        |
| 6                                                                    | 7 grudnia 2024       | Geilo                | Bieg pościgowy na 10 km      | Marlene Fichtner         | Chloé Chevalier          | Paula Botet              |
| 7                                                                    | 19 grudnia 2024      | Obertilliach         | Sprint na 7,5 km             | Ilaria Scattolo          | Gilonne Guigonnat        | Paula Botet              |
| 8                                                                    | 21 grudnia 2024      | Obertilliach         | Bieg masowy na 12,5 km       | Stefanie Scherer         | Paula Botet              | Camille Bened            |
| 9                                                                    | 9 stycznia 2025      | Arber                | Sprint na 7,5 km             | Amandine Mengin          | Sophie Chauveau          | Rebecca Passler          |
| 10                                                                   | 11 stycznia 2025     | Arber                | Sprint na 7,5 km             | Gilonne Guigonnat        | Amandine Mengin          | Voldiya Galmace Paulin   |
| 11                                                                   | 12 stycznia 2025     | Arber                | Bieg pościgowy na 10 km      | Amandine Mengin          | Ragnhild Femsteinevik    | Voldiya Galmace Paulin   |
| 12                                                                   | 15 stycznia 2025     | Osrblie              | Bieg indywidualny na 12,5 km | Karoline Erdal           | Voldiya Galmace Paulin   | Anastasija Merkuszyna    |
| 13                                                                   | 17 stycznia 2025     | Osrblie              | Sprint na 7,5 km             | Marthe Kråkstad Johansen | Voldiya Galmace Paulin   | Karoline Erdal           |
| 32. Mistrzostwa Europy w Biathlonie 2025 (29 stycznia–2 lutego 2025) |                      |                      |                              |                          |                          |                          |
| 14                                                                   | 29 stycznia 2025     | Martell              | Bieg indywidualny na 15 km   | Johanna Puff             | Marlene Fichtner         | Anna-Karin Heijdenberg   |
| 15                                                                   | 31 stycznia 2025     | Martell              | Sprint na 7,5 km             | Anna-Karin Heijdenberg   | Amandine Mengin          | Baiba Bendika            |
| 16                                                                   | 1 lutego 2025        | Martell              | Bieg pościgowy na 10 km      | Baiba Bendika            | Anna-Karin Heijdenberg   | Linda Zingerle           |
| 17                                                                   | 5 lutego 2025        | Ridnaun              | Sprint na 7,5 km             | Voldiya Galmace Paulin   | Paula Botet              | Marthe Kråkstad Johansen |
| 18                                                                   | 7 lutego 2025        | Ridnaun              | Bieg pościgowy na 10 km      | Voldiya Galmace Paulin   | Marthe Kråkstad Johansen | Sophie Chauveau          |
| 19                                                                   | 8 lutego 2025        | Ridnaun              | Bieg masowy na 12,5 km       | Sophie Chauveau          | Camille Bened            | Rebecca Passler          |
| 20                                                                   | 6 marca 2025         | Otepää               | Sprint na 7,5 km             | Gilonne Guigonnat        | Rebecca Passler          | Kristýna Otcovská        |
| 21                                                                   | 8 marca 2025         | Otepää               | Bieg pościgowy na 10 km      | Gilonne Guigonnat        | Camille Bened            | Juni Arnekleiv           |
| 22                                                                   | 9 marca 2025         | Otepää               | Bieg masowy na 12,5 km       | Kristýna Otcovská        | Paula Botet              | Camille Bened            |
| 23                                                                   | 12 marca 2025        | Otepää               | Bieg indywidualny na 12,5 km | Susan Külm               | Karoline Erdal           | Camille Bened            |
| 24                                                                   | 14 marca 2025        | Otepää               | Sprint na 7,5 km             | Voldiya Galmace Paulin   | Camille Bened            | Paula Botet              |
| Klasyfikacja końcowa                                                 | Klasyfikacja końcowa | Klasyfikacja końcowa | Klasyfikacja końcowa         | Camille Bened            | Voldiya Galmace Paulin   | Paula Botet              |

### Liderki klasyfikacji generalnej
| Lp. | Zawodnik               | Data objęcia pozycji lidera | Miejscowość | Data utraty pozycji lidera | Miejscowość     |
| --- | ---------------------- | --------------------------- | ----------- | -------------------------- | --------------- |
| 1.  | Paula Botet            | 28 listopada 2024           | Idre        | 4 grudnia 2024             | Geilo           |
| 2.  | Camille Bened          | 4 grudnia 2024              | Geilo       | 6 grudnia 2024             | Geilo           |
| 3.  | Paula Botet            | 6 grudnia 2024              | Geilo       | 11 stycznia 2025           | Arber           |
| 4.  | Camille Bened          | 11 stycznia 2025            | Arber       | 5 lutego 2025              | Martell         |
| 5.  | Voldiya Galmace Paulin | 5 lutego 2025               | Martell     | 6 marca 2025               | Otepää          |
| 6.  | Camille Bened          | 8 marca 2025                | Otepää      | Zwycięzca cyklu            | Zwycięzca cyklu |

### Sztafety
| Lp. | Data          | Miejscowość  | Konkurencja                | Złoto                                                                                           | Srebro                                                                        | Brąz                                                                            | Lider po konkurencji |
| --- | ------------- | ------------ | -------------------------- | ----------------------------------------------------------------------------------------------- | ----------------------------------------------------------------------------- | ------------------------------------------------------------------------------- | -------------------- |
| 1   | 2 lutego 2025 | Martell (ME) | Sztafeta 4×7,5 km mężczyzn | Norwegia Vetle Sjåstad Christiansen · Sverre Dahlen Aspenes · Sivert Guttorm Bakken · Isak Frey | Niemcy Lucas Fratzscher · Simon Kaiser · Roman Rees · David Zobel             | Francja Théo Guiraud-Poillot · Gaëtan Paturel · Oscar Lombardot · Rémi Broutier | Norwegia             |
| 2   | 2 lutego 2025 | Martell (ME) | Sztafeta 4×6 km kobiet     | Niemcy Stefanie Scherer · Anna Weidel · Marlene Fichtner · Johanna Puff                         | Francja Camille Bened · Sophie Chauveau · Amandine Mengin · Gilonne Guigonnat | Włochy Rebecca Passler · Ilaria Scattolo · Birgit Schölzhorn · Linda Zingerle   | Norwegia             |

### Sztafety mieszane
| Lp. | Data             | Miejscowość  | Konkurencja                  | Złoto                                                                                 | Srebro                                                                         | Brąz                                                                               | Lider po konkurencji |
| --- | ---------------- | ------------ | ---------------------------- | ------------------------------------------------------------------------------------- | ------------------------------------------------------------------------------ | ---------------------------------------------------------------------------------- | -------------------- |
| 1   | 22 grudnia 2024  | Obertilliach | Sztafeta mieszana            | Norwegia Johannes Dale-Skjevdal · Johan-Olav Botn · Siri Skar · Ragnhild Femsteinevik | Niemcy Lucas Fratzscher · David Zobel · Marion Wiesensarter · Sophia Schneider | Francja Gaëtan Paturel · Oscar Lombardot · Chloé Chevalier · Paula Botet           | Norwegia             |
| 2   | 22 grudnia 2024  | Obertilliach | Pojedyncza sztafeta mieszana | Norwegia Isak Frey · Marthe Kråkstad Johansen                                         | Francja Mathieu Garcia · Camille Bened                                         | Niemcy Roman Rees · Stefanie Scherer                                               | Norwegia             |
| 3   | 18 stycznia 2025 | Osrblie      | Sztafeta mieszana            | Norwegia Marthe Kråkstad Johansen · Siri Skar · Sverre Dahlen Aspenes · Isak Frey     | Austria Lea Rothschopf · Lara Wagner · Fredrik Mühlbacher · Fabian Müllauer    | Włochy Ilaria Scattolo · Beatrice Trabucchi · Iacopo Leonesio · Nicola Romanin     | Norwegia             |
| 4   | 18 stycznia 2025 | Osrblie      | Pojedyncza sztafeta mieszana | Norwegia Karoline Erdal · Sivert Guttorm Bakken                                       | Czechy Tereza Vinklárková · Tomáš Mikyska                                      | Ukraina Anastasija Merkuszyna · Artem Tyszczenko                                   | Norwegia             |
| 5   | 15 marca 2025    | Otepää       | Sztafeta mieszana            | Niemcy Roman Rees · Simon Kaiser · Stefanie Scherer · Lisa Spark                      | Francja Gaëtan Paturel · Damien Levet · Celia Henaff · Paula Botet             | Norwegia Sivert Guttorm Bakken · Johan-Olav Botn · Karoline Erdal · Juni Arnekleiv | Norwegia             |
| 6   | 15 marca 2025    | Otepää       | Pojedyncza sztafeta mieszana | Francja Théo Guiraud-Poillot · Gilonne Guigonnat                                      | Niemcy Lucas Fratzscher · Anna Weidel                                          | Norwegia Sverre Dahlen Aspenes · Gro Randby                                        | Norwegia             |

## Klasyfikacje

### Mężczyźni
| Miejsce | Zawodnik               | Punkty |
| ------- | ---------------------- | ------ |
|         | Isak Frey              | 1494   |
| 2       | Sivert Guttorm Bakken  | 1276   |
| 3       | Johan-Olav Botn        | 1144   |
| 4       | Sverre Dahlen Aspenes  | 991    |
| 5       | Johannes Dale-Skjevdal | 881    |
| 6       | Roman Rees             | 821    |
| 7       | Lucas Fratzscher       | 808    |
| 8       | Gaëtan Paturel         | 601    |
| 9       | Simon Kaiser           | 595    |
| 10      | Nicola Romanin         | 545    |

| Miejsce | Zawodnik             | Punkty |
| ------- | -------------------- | ------ |
|         | Isak Frey            | 1494   |
| 2       | Gaëtan Paturel       | 601    |
| 3       | Théo Guiraud-Poillot | 513    |
| 4       | Franz Schaser        | 346    |
| 5       | Nicolò Betemps       | 318    |
| 6       | Marco Barale         | 267    |
| 7       | Christoph Pircher    | 253    |
| 8       | Fabian Müllauer      | 241    |
| 9       | Jimi Klemettinen     | 235    |
| 10      | Sondre Slettemark    | 177    |

| Miejsce | Zawodnik              | Punkty |
| ------- | --------------------- | ------ |
|         | Isak Frey             | 245    |
| 2       | Sivert Guttorm Bakken | 243    |
| 3       | Johan-Olav Botn       | 180    |
| 4       | Gaëtan Paturel        | 160    |
| 5       | Sverre Dahlen Aspenes | 155    |

| Miejsce | Zawodnik              | Punkty |
| ------- | --------------------- | ------ |
|         | Isak Frey             | 624    |
| 2       | Sivert Guttorm Bakken | 581    |
| 3       | Sverre Dahlen Aspenes | 480    |
| 4       | Johan-Olav Botn       | 468    |
| 5       | Roman Rees            | 392    |

| Miejsce | Zawodnik               | Punkty |
| ------- | ---------------------- | ------ |
|         | Isak Frey              | 420    |
| 2       | Sivert Guttorm Bakken  | 306    |
| 3       | Johan-Olav Botn        | 281    |
| 4       | Sverre Dahlen Aspenes  | 266    |
| 5       | Johannes Dale-Skjevdal | 245    |

| Miejsce | Zawodnik                   | Punkty |
| ------- | -------------------------- | ------ |
|         | Johan-Olav Botn            | 215    |
| 2       | Johannes Dale-Skjevdal     | 210    |
| 3       | Isak Frey                  | 205    |
| 4       | Sivert Guttorm Bakken      | 146    |
| 5       | Vetle Sjåstad Christiansen | 124    |

| Miejsce | Kraj     | Punkty |
| ------- | -------- | ------ |
| 1       | Norwegia | 8420   |
| 2       | Francja  | 7219   |
| 3       | Włochy   | 6900   |
| 4       | Niemcy   | 6476   |
| 5       | Ukraina  | 6236   |

### Kobiety
| Miejsce | Zawodnik                 | Punkty |
| ------- | ------------------------ | ------ |
|         | Camille Bened            | 1143   |
| 2       | Voldiya Galmace Paulin   | 1072   |
| 3       | Paula Botet              | 934    |
| 4       | Karoline Erdal           | 695    |
| 5       | Gilonne Guigonnat        | 680    |
| 6       | Stefanie Scherer         | 652    |
| 7       | Amandine Mengin          | 631    |
| 8       | Sophie Chauveau          | 599    |
| 9       | Marthe Kråkstad Johansen | 584    |
| 10      | Rebecca Passler          | 551    |

| Miejsce | Kraj                   | Punkty |
| ------- | ---------------------- | ------ |
|         | Voldiya Galmace Paulin | 1072   |
| 2       | Amandine Mengin        | 631    |
| 3       | Marlene Fichtner       | 545    |
| 4       | Siri Skar              | 476    |
| 5       | Fany Bertrand          | 344    |
| 6       | Linda Zingerle         | 323    |
| 7       | Lara Wagner            | 289    |
| 8       | Ilaria Scattolo        | 223    |
| 9       | Johanna Puff           | 221    |
| 10      | Birgit Schölzhorn      | 193    |

| Miejsce | Zawodniczka            | Punkty |
| ------- | ---------------------- | ------ |
|         | Voldiya Galmace Paulin | 225    |
| 2       | Karoline Erdal         | 187    |
| 3       | Camille Bened          | 180    |
| 4       | Marit Øygard           | 116    |
| 5       | Marlene Fichtner       | 103    |

| Miejsce | Zawodniczka            | Punkty |
| ------- | ---------------------- | ------ |
|         | Paula Botet            | 486    |
| 2       | Voldiya Galmace Paulin | 481    |
| 3       | Camille Bened          | 451    |
| 4       | Gilonne Guigonnat      | 429    |
| 5       | Karoline Erdal         | 328    |

| Miejsce | Zawodniczka            | Punkty |
| ------- | ---------------------- | ------ |
|         | Camille Bened          | 307    |
| 2       | Voldiya Galmace Paulin | 251    |
| 3       | Paula Botet            | 216    |
| 4       | Anna Weidel            | 202    |
| 5       | Marlene Fichtner       | 174    |

| Miejsce | Zawodnik               | Punkty |
| ------- | ---------------------- | ------ |
|         | Camille Bened          | 205    |
| 2       | Paula Botet            | 171    |
| 3       | Stefanie Scherer       | 168    |
| 4       | Voldiya Galmace Paulin | 115    |
| 5       | Rebecca Passler        | 100    |

| Miejsce | Kraj     | Punkty |
| ------- | -------- | ------ |
| 1       | Francja  | 8080   |
| 2       | Norwegia | 7615   |
| 3       | Włochy   | 6616   |
| 4       | Austria  | 6595   |
| 5       | Szwecja  | 6589   |